# Albert Houtart
Albert Léon Marie baron Houtart (Brussel, 13 december 1887 – Etterbeek, 7 februari 1951) was een Belgisch magistraat en gouverneur van Brabant.

## Biografie

### Familie
Albert Houtart was een telg uit de familie Houtart. Hij was een zoon van industrieel François Houtart en een kleinzoon van François Houtart, industrieel, schepen van Haine-Saint-Pierre, provincieraadslid van Henegouwen en senator. Zijn grootoom was Jules Houtart.
Hij trouwde in 1922 in Sint-Gillis met Ghislaine Carton de Wiart (1898-1982), dochter van graaf Henri Carton de Wiart, premier en minister van Staat. Ze kregen twee dochters, waarvan een huwde met een telg uit de familie Jolly.

### Loopbaan
Houtart studeerde aan de Katholieke Universiteit Leuven en was doctor in de rechten. Beroepshalve werd hij advocaat bij het hof van beroep in Brussel. In 1920 werd hij substituut-procureur des Konings in Brussel en in 1930 procureur generaal bij het hof van beroep in Brussel. Als katholiek werd op 7 februari 1935 gouverneur van Brabant.
Bij de inname van België door de Duitsers in mei 1940 was hij de enige Belgische gouverneur die het land niet had verlaten. Hij nam wel ontslag als gouverneur, maar omdat hij in België was gebleven mocht hij in augustus 1940 zijn ambt opnieuw opnemen. Houtart bleef tijdens de bezetting de Belgische wettelijkheid verdedigen, onder meer tegen de Duitse "ouderdomsverordening" in (waarbij oudere burgemeesters uit hun ambt werden gezet) en de daarop volgende nieuwe burgemeestersbenoemingen. Hij nam eind juli 1942 ontslag als gouverneur naar aanleiding van zijn conflict met de secretaris-generaal van Binnenlandse Zaken Gérard Romsée over de oprichting van Groot-Brussel in september 1942. Hierbij werden de 19 gemeenten samengevoegd en vervangen door districten. Houtart werd in oktober 1942 tijdelijk vervangen door VNV'er Mathieu Croonenberghs.
Bij de bevrijding in september 1944 nam hij het ambt van gouverneur weer voor korte tijd op. In 1945 werd hij ere-gouverneur van Brabant. Houtart was voorzitter van de Société royale des beaux-arts in Brussel.
Zoals zijn broers werd Houtart in 1921 in de Belgische erfelijke adel opgenomen en in 1935 kreeg hij de baronstitel, overdraagbaar bij mannelijke eerstgeboorte.

## Archief
- De archieven van Albert Houtart, bewaard door het CEGESOMA